# Озанн, Готфрид Вильгельм
Готтфрид Вильгельм Озанн (нем. Gottfried Wilhelm Osann; 26 октября 1796, Веймар — 10 августа 1866, Вюрцбург) — немецкий химик и физик.

## Биография
Готтфрид Вильгельм Озанн — сын члена Веймарского Совета Управления — Фридриха-Генриха Озанна; а мать, после смерти первого мужа и отца Озанна вышла вторично за веймарского министра — Христиана Готтлиба фон Фойгта.
С 1816 года он посещал университетские лекции в городах Берлин, Йена, Эрфурт и Эрланген. А в июне 1819 года Готтфрид Вильгельм Озанн защитил в Йене диссертацию на степень доктора философии.
В тот же год Озанн был допущен советом Эрлангенского университета к прослушиванию лекций по физике и химии в качестве приват-доцента при университете в Эрлангене и Йенском университете, и, затем — профессором химии и фармации в Дерптском университете и, наконец, профессором химии и физики в университете в Вюрцбурге.
В начале 1822 года Озанн переехал в Йену и, представив диссертацию (Dissertatio philosophica de natura affinitatis chemicae, Iena, 1822) в течение двух полугодий читал в местном университете лекции по химии, затем вернулся в Эрланген.
С начала 1823 года Совет Дерптского университета пригласил Готтфрида Вильгельма Озанна ординарным профессором на кафедру теоретической и практической химии и фармацевтики, и с 28 февраля того года он читает лекции в Дерпском университете.
В свободное время в Дерпте Готтфрид Вильгельм Озанн опубликовал исследования над платиновыми рудами («Untersuchungen des Russischen Platinerzes». «Poggendorffs Annalen» VIII, 1826; IX, XIII und XIV, 1828) и над явлениями фосфоресценции.
30 июня 1828 года Готтфрид Вильгельм Озанн получил приглашение в Вюрцбург на кафедру физики и химии. Уезжая, Готтфрид Вильгельм Озанн оставил в Дерптском университете о себе хорошее мнение, как профессор, так и человек.
После перехода в Вюрцбургский университет Готтфрид Вильгельм Озанн посвятил себя исключительно физическим работам. Большинство работ Готтфрида Вильгельма Озанна, касающихся гальванопластики и электричества, имеют тесную связь с химией. Лишь незначительное число работ имеет к иной сфере физики непосредственное отношение — работы Готтфрида Вильгельма Озанна по оптике.

## Опубликованные работы
Озанн опубликовал больше сотни научных работ, главные из которых:
- «Disser. de natura affinitatis chemicae» (Йена, 1822);
- «Beiträge zur Chemie u. Physik»;
- «Messkunst der chemischen Elemente» (Дерпт, 1825);
- «Handbuch der theoret. Chemie» (Йена, 1827);
- «Erfahrungen im Gebiet des Galvanismus» (Эрланген, 1853);
- «Untersuchungen des Russischen Platinerzes»;
- «Versuche über Phosphorescenz und Beschreibung eines neuen Photometers» (1834);
- «Ueber Meteoreisen»;
- «Ueber Fluorescenz»;
- «Die Streifen bei Verlängerung des prismatischen Farbenspectrums»;
- «Anwendung des Undulationstheorie auf die Phänomene des polarisirten Lichtes»;
- «Electrolyse»;
- «Capillarität»;
- «Sphäroidaler Zustand u. Möglichkeit eines 4-ten Aggregatzustandes» (1858);
- «Elliptische Bahn einer Kugel auf einer Kreisförmig in der Mitte vertieften Ebene»;
- «Farbige Ringe einer mit Lycopodium bestreuten gegen eine Lichtflamme gehaltenen Glastafel»;
- «Activer u. passiver Zustand v. Sauerstoff u. Wasserstoff» (1860).